# Jangal Palya, Anekal
Jangal Palya là một làng thuộc tehsil Anekal, huyện Bangalore Urban, bang Karnataka, Ấn Độ.